# Nolay (Côte-d’Or)
Nolay település Franciaországban, Côte-d’Or megyében. Lakosainak száma 1419 fő (2022. január 1.). Nolay Aubigny-la-Ronce, La Rochepot, Change, Épertully, Saisy és Cormot-Vauchignon községekkel határos.

## Népesség
A település népességének változása:
| Lakosok száma | 1430 | 1582 | 1551 | 1468 | 1487 | 1477 | 1465 | 1435 | 1426 | 1419 |
|               | 1968 | 1982 | 1990 | 2006 | 2013 | 2015 | 2017 | 2019 | 2020 | 2022 |